# Сигнальні системи клітин

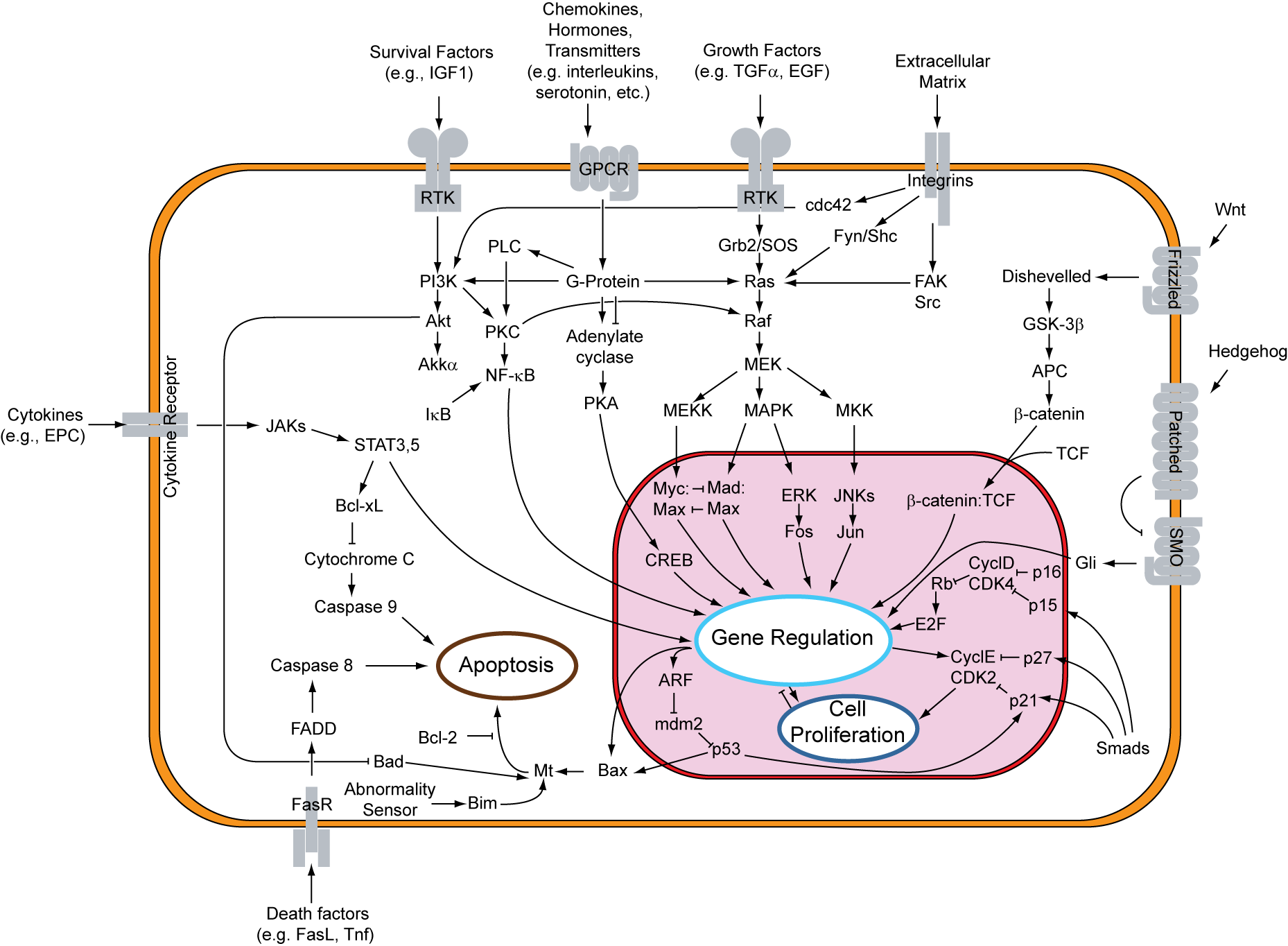
Огляд деяких головних шляхів передачі сигналів еукаріотичної клітини.

Сигна́льні систе́ми кліти́н (трансдукція сигналу, також сигнальний шлях, англ. Cell signaling) — набір механізмів, за допомогою яких клітина переводить один тип сигналів в інший та координує роботу систем, що відповідають за реакцію клітини.
Здатність клітин помітити та правильно відповісти на зміни умов навколишнього середовища — основа розвитку, регенерації тканини і імунітету, також як і нормальному гомеостазу тканини.
Помилки в сигнальних системах відповідають за такі хвороби як рак, діабет, автоімунні хвороби. Розуміння системи клітинних сигналів також важливо для створення штучних тканин та пересадки клітин та органів.

## Біохімія
Більшість процесів передачі клітинних сигналів включають упорядковані послідовності біохімічних реакцій усередині клітини, що здійснюються ферментами, що у свою чергу активуються іншими ферментами або вторинними посередниками, утворюють шляхи передачі сигналів — каскади біохімічних реакцій. Ці процеси часто відносно швидкі, від мілісекунд для зміни електричної напруги при відкритті іонних каналів до хвилин у випадку активації білків кіназними каскадами та від десятків хвилин до багатьох годин, якщо задіяна транскрипція. Число молекул білків та інших молекул, задіяних в передачі сигналу, часто швидко збільшується в процесі підсилення або ампліфікації сигналу.

## Дивись також
- Сигнальна трансдукція
- Сигнальний шлях Notch